# حجر الزاوية للسلام
حجر الزاوية للسلام هو نصب تذكاري في إتومان لإحياء ذكرى معركة أوكيناوا ودور أوكيناوا خلال الحرب العالمية الثانية. وقد سُجلّ على هذا النصب أسماء أكثر من مائتين وأربعين ألف شخص فقدوا حياتهم.

## الغرض منه
كُشفّ عن حجر الأساس للسلام (平和 の 礎، هيوا نو إيشيجي) في 23 يونيو 1995 في الذكرى الخمسين لمعركة أوكيناوا ونهاية الحرب العالمية الثانية. وكان تشييده لأجل: (1) تذكر أولئك الذين فُقدوا في الحرب والصلاة من أجل السلام الدائم. (2) التعلم من دروس الحرب. (3) والخدمة كمكان للتأمل والتعلم.

## للمزيد من القراءة
- Figal, Gerald (1997). "Historical Sense and Commemorative Sensibility at Okinawa's Cornerstone of Peace". Positions: East Asia Cultures Critique. جامعة ديوك. ج. 5, 3 ع. 3: 745–778. DOI:10.1215/10679847-5-3-745.

## وصلات خارجية
- باللغة الإنجليزية The Cornerstone of Peace
- باللغة اليابانية The Cornerstone of Peace